# Edith Graef McGeer
Pour les articles homonymes, voir McGeer.
Edith Graef McGeer (18 novembre 1923-28 août 2023) est une neuroscientifique américano-canadienne, surtout connue pour ses travaux et ses contributions à la recherche sur la prévention et le traitement de la maladie d'Alzheimer et d'autres maladies neurodégénératives.
Edith McGeer, ainsi que son mari et co-collaborateur, Patrick McGeer, ont été reconnus par l'Institut scientifique international comme parmi les 100 chercheurs les plus cités dans le domaine des neurosciences. Elle est cofondatrice d'Aurin Biotech, qui fait progresser le médicament AUR1107 dans les essais précliniques et l'approbation de la FDA comme traitement anti-inflammatoire pour la maladie d'Alzheimer, les conditions dégénératives musculaires et certains cancers.

## Éducation
McGeer, qui s'intéresse dès un très jeune âge aux mathématiques, fréquente la Agatha's School for Girls (en) et saute des années. À 16 ans, elle se spécialise en chimie au Swarthmore College en Pennsylvanie, mais n'est pas encouragée par le chef du département puisqu'il considérait que les sciences n'étaient pas considérées comme une profession convenable pour une femme dans les années 1940. Diplômée et membre de Phi Beta Kappa, McGeer obtient en deux ans son doctorat en chimie organique à l'université de Virginie.

## Réalisations professionnelles et récompenses
Après avoir travaillé comme chercheuse chimiste pour la DuPont Company, McGeer s'installe à Vancouver, en Colombie-Britannique. Sur place, elle travaille comme assistante de recherche à l'école de médecine de l'Université de Colombie-Britannique et reçoit éventuellement le titre de professeure émérite. Edith McGeer détient 10 brevets et a contribué à 525 articles. Elle reçoit un prix spécial du British Columbia Science Council pour l'ensemble de ses contributions.
Avec son conjoit, Pat McGeer, le couple est nommé officier de l'Ordre du Canada en 1995. Le couple est conjointement intronisé en tant que membre de la Société royale du Canada, ainsi que fait membre de l'Ordre de la Colombie-Britannique en 2005.

## Aurin Biotech
En août 2012, le couple McGeer fonde Aurin Biotech Inc., faisant référence au acide aurintricarboxylique (en) (ATA) qui prend part au système du complément dans l'inhibition et l'élimination des pathogènes. Aurin est fondé afin d'explorer l'efficacité de l'usage de l'ATA et ses composantes dans le traitements des maladies.